# FCN1
FCN1 (англ. Ficolin 1) – білок, який кодується однойменним геном, розташованим у людей на короткому плечі 9-ї хромосоми. Довжина поліпептидного ланцюга білка становить 326 амінокислот, а молекулярна маса — 35 078.
| 10         |  | 20         |  | 30         |  | 40         |  | 50         |
| ---------- |  | ---------- |  | ---------- |  | ---------- |  | ---------- |
| MELSGATMAR |  | GLAVLLVLFL |  | HIKNLPAQAA |  | DTCPEVKVVG |  | LEGSDKLTIL |
| RGCPGLPGAP |  | GPKGEAGVIG |  | ERGERGLPGA |  | PGKAGPVGPK |  | GDRGEKGMRG |
| EKGDAGQSQS |  | CATGPRNCKD |  | LLDRGYFLSG |  | WHTIYLPDCR |  | PLTVLCDMDT |
| DGGGWTVFQR |  | RMDGSVDFYR |  | DWAAYKQGFG |  | SQLGEFWLGN |  | DNIHALTAQG |
| SSELRVDLVD |  | FEGNHQFAKY |  | KSFKVADEAE |  | KYKLVLGAFV |  | GGSAGNSLTG |
| HNNNFFSTKD |  | QDNDVSSSNC |  | AEKFQGAWWY |  | ADCHASNLNG |  | LYLMGPHESY |
| ANGINWSAAK |  | GYKYSYKVSE |  | MKVRPA     |  |            |  |            |

A: Аланін

C: Цистеїн

D: Аспарагінова кислота

E: Глутамінова кислота

F: Фенілаланін

G: Гліцин

H: Гістидин

I: Ізолейцин

K: Лізин

L: Лейцин

M: Метіонін

N: Аспарагін

P: Пролін

Q: Глутамін

R: Аргінін

S: Серин

T: Треонін

V: Валін

W: Триптофан

Задіяний у таких біологічних процесах, як імунітет, вроджений імунітет. 
Білок має сайт для зв'язування з іонами металів, іоном кальцію, лектинами. 
Локалізований у клітинній мембрані, мембрані.
Також секретований назовні.